# زیک جونز
زیک جونز (انگلیسی: Zeke Jones؛ زادهٔ ۲ دسامبر ۱۹۶۶) کشتی‌گیر اهل ایالات متحده آمریکا است.
وی در مسابقات کشوری و بین‌المللی در مجموع برندهٔ ۲ مدال طلا، ۱ مدال نقره، ۲ مدال برنز شده‌است.